# Esteban Nicolás González
Esteban Nicolás González (Córdoba, Provincia de Córdoba, Argentina, 16 de septiembre de 1978) es un exfutbolista y actual director técnico. 
Como futbolista jugaba de mediocampista. 
Se retiró de la práctica del fútbol en Belgrano en 2015.

## Trayectoria como entrenador
Su debut oficial se realizó el día 27 de julio de 2016 frente a Brown de Adrogué por los 32avos de la Copa Argentina en la victoria del conjunto Celeste por 1 a 0.
En Belgrano dirigió 18 partidos con 6 triunfos, 5 empates y 7 derrotas. Además logró clasificar, por primera vez en su historia, a Belgrano a la segunda fase de un torneo internacional luego de perder 1 a 0 en la ida y vencer 2 a 0 en la vuelta a Estudiantes de la Plata por la Copa Sudamericana.
El 20 de noviembre fue despedido tras la derrota 2 a 1 contra Sarmiento de Junín, eso sumado a que fue la quinta derrota en el torneo local en 10 fechas, donde dejó al equipo en el puesto 27 de 30. Lo positivo de su ciclo fue haber dejado a Belgrano en semifinales de la Copa Argentina. Su ciclo tuvo un 42% de efectividad.

## Clubes

### Como jugador
| Club                        | País      | Año       | PJ  | Goles |
| --------------------------- | --------- | --------- | --- | ----- |
| Belgrano                    | Argentina | 1998-2001 | 76  | 3     |
| Gimnasia y Esgrima La Plata | Argentina | 2001-2004 | 91  | 5     |
| Lazio                       | Italia    | 2004-2005 | 3   | 0     |
| Gimnasia                    | Argentina | 2005-2006 | 47  | 5     |
| Colón                       | Argentina | 2007      | 29  | 1     |
| Las Palmas                  | España    | 2008      | 15  | 0     |
| Gimnasia                    | Argentina | 2008-2010 | 47  | 3     |
| Tigre                       | Argentina | 2010-2011 | 29  | 3     |
| Belgrano                    | Argentina | 2011-2015 | 109 | 4     |

### Como entrenador
| Equipo             | Torneo                 | Estadísticas | Estadísticas | Estadísticas | Estadísticas | Estadísticas | Estadísticas | Estadísticas | Estadísticas | Estadísticas | Estadísticas |
| Equipo             | Torneo                 | PJ           | G            | E            | P            | GF           | GC           | DIF          | Efectividad  | Puntos       |              |
| ------------------ | ---------------------- | ------------ | ------------ | ------------ | ------------ | ------------ | ------------ | ------------ | ------------ | ------------ | ------------ |
| Belgrano Argentina | Campeonato 2016-17     | 10           | 1            | 4            | 5            | 5            | 11           | -6           | 23.33%       | 7            |              |
| Belgrano Argentina | Copa Sudamericana 2016 | 4            | 2            | 0            | 2            | 5            | 4            | +1           | 50%          | 6            |              |
| Belgrano Argentina | Copa Argentina 2015-16 | 4            | 3            | 1            | 0            | 6            | 2            | +4           | 83.33%       | 10           |              |
| Belgrano Argentina | Transición PN 2021     | 1            | 0            | 1            | 0            | 2            | 2            | 0            | 33.33%       | 1            |              |
| Belgrano Argentina | Subtotal               | 19           | 6            | 6            | 7            | 18           | 19           | -1           | 42.11%       | 24           |              |
| Total              | Total                  | 19           | 6            | 6            | 7            | 18           | 19           | -1           | 42.11%       | 24           |              |